# IC 5254
IC 5254 је спирална галаксија у сазвјежђу Пегаз која се налази на листи објеката дубоког неба у Индекс каталогу.
Деклинација објекта је + 21° 7' 32" а ректасцензија 22h 46m 0,6s. Привидна величина (магнитуда) објекта IC 5254 износи 14,9 а фотографска магнитуда 15,6. IC 5254 је још познат и под ознакама CGCG 453-5, KUG 2243+208, PGC 69680.